# 石橋尚義
石橋尚義（いしばし ひさよし，生年不明 - 天正5年（1577年）？），日本戰國時代的武將。別名久義。塩松石橋氏最後當主。父親為石橋定義。兒子為景義、泉胤秋室。陸奥國安達郡塩松城主。
天文11年（1542年），奥州諸大名都捲入伊達氏天文之亂中，尚義原本為稙宗方参戰，後轉為晴宗方。之後由於石橋氏的重臣大内義綱在家中勢力強大，尚義也無從壓制。天文19年（1550年）被義綱幽禁於塩松城二の丸，實權旁落於石橋四天王（大内、大河内、石川、寺坂）。
永禄11年（1568年），隣國田村氏與大内義綱、石川有信勾結，尚義於塩松城被追放，塩松石橋氏滅亡。
被囚的尚義於天正5年（1577年）死去。女兒逃往相馬領，成為相馬家重臣泉大膳（胤秋）的妻子。